# 気象官署
気象官署（きしょうかんしょ）は気象観測や天気予報の予報業務を行う公的機関。

## 地上気象観測
気象観測の観測地点や観測回数が少なかったり精度が粗いと天気予報の質に影響を及ぼす。世界気象機関（WMO）の勧告では一般的な天気予報を行うためには地上の気象観測地点は最低でも150km間隔で設置されることが望ましいとしている。
地上気象観測には専用機器を用いた観測と観測担当者による目視がある。地上気象観測の観測項目には、気温、降水量、風向風速、日照時間、気圧、相対湿度、天気、視程、雲形、雲量その他の大気現象がある。多くの項目は自動観測が可能であるが、天気、視程、雲の種類のように目視で総合的に判断されるものもある。
気温
気温は空気の温度で、一般にはセルシウス度（摂氏）が用いられるが、ファーレンハイト度（華氏）を用いている国もある。また、気象学ではK（ケルビン）を単位とする絶対温度が用いられることもある。
降水量
降水量は雨や雪が地面にしみこまずにそのまま溜まったと仮定した場合の水深の数値で、一定の測定時間内の総量をmm（ミリ）単位で計測する。雨量計にはさまざまな種類があり、貯水型雨量計が世界的に広く利用されているが、自動観測では転倒ます型雨量計が利用されている。
風向風速
風向は風の吹いてくる方角で一般には16方位が用いられる。また、風速は移動する空気の速さで単位は一般にm/s（メートル毎秒）を用いる。
視程
遠くまで見通せる距離を視程という。あらかじめ観測地点から目標（建物や山など）までの距離を示した視程目標図を作成しておき、それをもとに目視で確認できる距離を観測する。

## 各国の気象機関
全世界の観測地点には地点番号が割り振られており国際地点番号表にまとめられている。また、気象通報のための通報型式を「気象通報式」といい、国際的な通報に用いられるものを国際気象通報式という。